# Кристал-Бей (Невада)
Кристал-Бей (англ. Crystal Bay) — переписна місцевість (CDP) в США, в окрузі Вошо штату Невада. Населення — 337 осіб (2020).

## Географія
Кристал-Бей розташований за координатами 39°13′50″ пн. ш. 120°0′8″ зх. д. / 39.23056° пн. ш. 120.00222° зх. д. (39.230633, -120.002127).  За даними Бюро перепису населення США в 2010 році переписна місцевість мала площу 2,02 км², з яких 1,17 км² — суходіл та 0,85 км² — водойми.

### Клімат
| Клімат : Кристал-Бей              | Клімат : Кристал-Бей | Клімат : Кристал-Бей | Клімат : Кристал-Бей | Клімат : Кристал-Бей | Клімат : Кристал-Бей | Клімат : Кристал-Бей | Клімат : Кристал-Бей | Клімат : Кристал-Бей | Клімат : Кристал-Бей | Клімат : Кристал-Бей | Клімат : Кристал-Бей | Клімат : Кристал-Бей | Клімат : Кристал-Бей |
| Показник                          | Січ.                 | Лют.                 | Бер.                 | Квіт.                | Трав.                | Черв.                | Лип.                 | Серп.                | Вер.                 | Жовт.                | Лист.                | Груд.                | Рік                  |
| Середній максимум, °C             | 4,1                  | 4,8                  | 6,8                  | 9,6                  | 14,5                 | 18,7                 | 22,9                 | 23,0                 | 20,2                 | 15,4                 | 9,7                  | 5,6                  | 13,0                 |
| Середній мінімум, °C              | −6,4                 | −4,6                 | −1,7                 | 2,4                  | 5,0                  | 8,7                  | 12,3                 | 12,2                 | 8,5                  | 5,9                  | −0,8                 | −5,4                 | 3,0                  |
| Норма опадів, мм                  | 74.93                | 81.12                | 62.88                | 35.00                | 45.67                | 26.28                | 9.49                 | 15.33                | 24.52                | 54.37                | 81.78                | 75.25                | 586                  |
| --------------------------------- | -------------------- | -------------------- | -------------------- | -------------------- | -------------------- | -------------------- | -------------------- | -------------------- | -------------------- | -------------------- | -------------------- | -------------------- | -------------------- |
| Джерело: National Weather Service |                      |                      |                      |                      |                      |                      |                      |                      |                      |                      |                      |                      |                      |

## Демографія
Згідно з переписом 2010 року, у переписній місцевості мешкало 305 осіб у 157 домогосподарствах у складі 93 родин. Густота населення становила 151 особа/км².  Було 285 помешкань (141/км²).
Расовий склад населення:
| - 95,7 % — білих - 1,6 % — азіатів - 0,3 % — корінних американців - 0,3 % — чорних або афроамериканців - 2,0 % — осіб інших рас |

До двох чи більше рас належало 0,0 %. Частка іспаномовних становила 2,0 % від усіх жителів.
За віковим діапазоном населення розподілялося таким чином: 6,6 % — особи молодші 18 років, 64,5 % — особи у віці 18—64 років, 28,9 % — особи у віці 65 років та старші. Медіана віку мешканця становила 57,4 року. На 100 осіб жіночої статі у переписній місцевості припадало 99,3 чоловіків;  на 100 жінок у віці від 18 років та старших — 97,9 чоловіків також старших 18 років.
Середній дохід на одне домашнє господарство  становив 141 194 долари США (медіана — 146 862), а середній дохід на одну сім'ю — 157 081 долар (медіана — 162 955). 
Цивільне працевлаштоване населення становило 118 осіб. Основні галузі зайнятості: мистецтво, розваги та відпочинок — 30,5 %, будівництво — 23,7 %, науковці, спеціалісти, менеджери — 22,9 %, сільське господарство, лісництво, риболовля — 22,9 %.